# Condylus

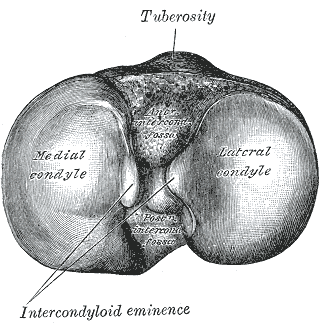
bovenkant van de rechter tibia, met de beide condyli

Een condylus (laat Latijn: condylus, knobbel/knokkel; Oudgrieks: κόνδυλος, knobbel/knokkel) is een rond uitsteeksel op het uiteinde van een bot dat meestal een deel is van een gewricht.